# Headquarters Sessions
Headquarters Sessions är en 3-CD-box med The Monkees utgivet på skivbolaget Rhino Handmade 21 september 2000 i en begränsad, numrerad upplaga på 4 500 exemplar som bara såldes via internet. Boxen innehåller material som spelades under den tid när gruppen gjorde sitt tredje album Headquarters januari - april 1967.
Boxen avslutas med hela originalalbumet i mono.

## Låtlista

### CD 1
1. She's So Far Out, She's In (Thomas Baker Knight)(take 1 & 2)
2. The Girl I Knew Somehwere (Michael Nesmith) (take 1 to 16)
3. The Girl I Knew Somehwere (Michael Nesmith) (take 22)
4. All Of Your Toys (Bill Martin) (rehearsal)
5. All Of Your Toys (Bill Martin) (take 1 to 10)
6. All Of Your Toys (Bill Martin) (take 20)
7. The Girl I Knew Somewhere (Michael Nesmith) (take 15)
8. The Girl I Knew Somewhere (Michael Nesmith) (take 1 & 2)
9. The Girl I Knew Somewhere (Michael Nesmith) (take 13a)
10. Seeger's Theme (Pete Seeger) (demo)
11. Can You Dig It (Peter Tork)  (demo)
12. Nine Times Blue (Michael Nesmith) (demo vocal)
13. Until It's Time For You To Go (Buffy Sainte-Marie)(demo vocal)
14. She'll Be There (okänd) (demo vocal)
15. Midnight Train (Micky Dolenz) (demo vocal)
16. Sunny Girlfriend (Michael Nesmith) (acoustic remix)
17. Sunny Girlfriend (Michael Nesmith) (take 7)
18. Mr. Webster (Tommy Boyce/Bobby Hart) (take 28)
19. Band 6 (David Jones/Michael Nesmith/Peter Tork/Micky Dolenz) (stereo master)
20. Setting Up The Studio For Randy Scouse Git (studioprat)
21. Randy Scouse Git (Micky Dolenz) (tracking session)
22. Randy Scouse Git (Micky Dolenz) (take 18)
23. You Told Me (Michael Nesmith) (master backing track)
24. Monkee Chat (studioprat)

### CD 2
1. You Told Me (Michael Nesmith) (take 15)
2. Zilch (David Jones/Michael Nesmith/Peter Tork/Micky Dolenz) (Peter Tork sång)
3. Zilch (David Jones/Michael Nesmith/Peter Tork/Micky Dolenz) (Davy Jones sång)
4. Zilch (David Jones/Michael Nesmith/Peter Tork/Micky Dolenz) (Micky Dolenz sång)
5. Zilch (David Jones/Michael Nesmith/Peter Tork/Micky Dolenz) (Michael Nesmith sång)
6. I'll Spend My Life With You (Tommy Boyce/Bobby Hart) (take 9)
7. Randy Scouse Git (Micky Dolenz) (take 23)
8. Forget That Girl (Douglas Farthing Hatfield) (rehearsal)
9. Forget That Girl (Douglas Farthing Hatfield) (master backing track)
10. Where Has It All Gone (Michael Nesmith) (take 1)
11. Memphis Tennessee (Chuck Berry)
12. Twelve-String Improvisation (Peter Tork)
13. Where Has It All Gone (Michael Nesmith) (take 12)
14. Jericho (traditional)
15. Forget That Girl  (rough backing vocals)
16. Peter Gunn's Gun (Peter Tork)
17. I Was Born In East Virginia (traditional) (informell inspelning)
18. Forget That Girl (Douglas Farthing Hatfield) (kasserad overdub)
19. Randy Scouse Git (Micky Dolenz) (alternativ mix, oanvänd sång)
20. Micky In Carlsbad Cavern (studioprat)
21. Pillow Time (Janelle Scott/Matt Willis) (take 1 sång)
22. Shades Of Gray (Barry Mann/Cynthia Weil) (take 9b)
23. Masking Tape (Barry Mann/Cynthia Weil) (take 6 to 8)
24. You Just May Be The One (Michael Nesmith) (tracking session composite)
25. You Just May Be The One (Michael Nesmith) (master backing track)
26. No Time (Hank Cicalo) (take 3 to 5)
27. Blues (The Monkees) (utdrag)

### CD 3
1. I Can't Get Her Off My Mind (Tommy Boyce/Bobby Hart) (master backing track)
2. Banjo Jam (Peter Tork) (utdrag)
3. Cripple Creek (traditional)
4. Six-String Improvisation
5. The Story Of Rock And Roll Harry Nilsson (take 23)
6. Early Morning Blues And Greens (Diane Hildebrand/Jack Keller) (master backing track)
7. Two-Part Invention In F Major (informell inspelning)
8. The Story Of Rock And Roll (Harry Nilsson) (take 5a)
9. Don't Be Cruel (Otis Blackwell/Elvis Presley)
10. For Pete's Sake   (master backing track)
11. No Time (Hank Cicalo) (tracking session composite)
12. No Time (Hank Cicalo) (take 7a)
13. Just A Game (Micky Dolenz) (demo take 1 to 3)
14. Fever (Eddie Cooley/John Davenport)
15. Sunny Girlfriend  (master backing track)
16. No Time (Hank Cicalo) (take 7a med bakgrundssång)
17. All Of Your Toys (Bill Martin) (mono)
18. The Girl I Knew Somewhere (Michael Nesmith) (mono)
19. For Pete's Sake (Peter Tork/Joseph Richards) (mono)
20. I'll Spend My Life With You (Tommy Boyce/Bobby Hart)(mono)
21. Forget That Girl (Douglas Farthing Hatfield) (mono)
22. You Just May Be The One (Michael Nesmith) (mono)
23. Shades Of Gray (Barry Mann/Cynthia Weil) (mono)
24. Band 6 (David Jones/Michael Nesmith/Peter Tork/Micky Dolenz) (mono)
25. Sunny Girlfriend (Michael Nesmith) (mono)
26. Mr. Webster (Tommy Boyce/Bobby Hart) (mono)
27. You Told Me (Michael Nesmith) (mono)
28. The Girl I Knew Somewhere  (mono master)
29. Zilch (David Jones/Michael Nesmith/Peter Tork/Micky Dolenz) (mono)
30. Early Morning Blues And Greens (Diane Hildebrand/Jack Keller) (mono)
31. Randy Scouse Git (Micky Dolenz) (mono)
32. I Can't Get Her Off My Mind (Tommy Boyce/Bobby Hart) (mono)
33. No Time (Hank Cicalo) (mono)